# Thorelliola
Thorelliola là một chi nhện trong họ Salticidae (nhện nhảy).
Chi này được đặt tên theo Tamerlan Thorell.

## Loài
- Thorelliola biapophysis Gardzinska & Patoleta, 1997 (đảo Ambon, quần đảo Banda)
- Thorelliola cyrano Szüts & De Bakker, 2004 (New Guinea)
- Thorelliola doryphora (Thorell, 1881) (New Guinea)
- Thorelliola dumicola Berry, Beatty & Prószynski, 1997 (quần đảo Caroline)
- Thorelliola ensifera (Thorell, 1877) (Malaysia đến Sulawesi, Hawai'i)
- Thorelliola glabra Gardzinska & Patoleta, 1997 (quần đảo Banda)
- Thorelliola javaensis Gardzinska & Patoleta, 1997 (Java)
- Thorelliola mahunkai Szüts, 2002 (New Guinea)
- Thorelliola monoceros (Karsch, 1881) (quần đảo Marshall)
- Thorelliola truncilonga Gardzinska & Patoleta, 1997 (New Guinea)